# Központi beszerző szerv
Központi beszerző szerv (angolul: central purchasing body) a központosított közbeszerzés során ajánlatkérésre feljogosított szervezet. A közbeszerzési szolgáltatók egyik típusa, mely a piacon közbeszerzési szolgáltatásokat nyújt. Rendszerint olyan professzionális szervezet, ami ellenszolgáltatásért cserébe végzi tevékenységét. 2015 előtt kizárólag jogszabály jelölhetett ki központi beszerző szervet. Magyarországon a 2015-ös közbeszerzési reform egyik újítása volt, hogy az ajánlatkérők már maguk is jelölhetnek ki ilyeneket.

## Története
Az első központi beszerzők – a Belügyminisztériumban működő Központi Beszerzési Iroda (KBI) és a Miniszterelnökség Közbeszerzési és Gazdasági Igazgatósága (KGI) – 1996-ban alakultak meg összefüggésben a közbeszerzés intézményének létrehozásával és az 1995. évi XL. törvény hatályba lépésével. A korabeli jogszabályok „kiemelt termékek beszerzőinek” nevezték őket. 1998 elején az Országos Egészségbiztosítási Pénztárat (OEP) is központi beszerzőnek jelölték ki, majd úgy döntöttek, hogy 2000-től a három szerv helyett a továbbiakban a KGI járjon el. Ebből a szervezetből jött létre átnevezéssel 2004 elején a Központi Szolgáltatási Főigazgatóság (KSZF), ami 2011-ig működött ezen a néven. Ekkor szintén átnevezéssel létrejött a Közbeszerzési és Ellátási Főigazgatóság (KEF), de egyúttal a Miniszterelnökség irányítása alól a nemzeti és fejlesztési miniszter irányítása alá került.

## Központi beszerző szervezetek
Napjainkban több jogszabály alapján kijelölt magyar központi beszerző létezik, de a közbeszerzési törvény egyéb eseteket is enged:
| Beszerző szerv                           | Portál                                                                   |
| ---------------------------------------- | ------------------------------------------------------------------------ |
| Közbeszerzési és Ellátási Főigazgatóság  | KEF portál                                                               |
| Nemzeti Kommunikációs Hivatal            | NKOH portál                                                              |
| Állami Egészségügyi Ellátó Központ       | AEEK portál Archiválva 2019. április 11-i dátummal a Wayback Machine-ben |
| Központi Humánfejlesztési Nonprofit Kft. | KHN portál Archiválva 2019. április 11-i dátummal a Wayback Machine-ben  |

A törvény egyik újítása alapján az ajánlatkérők maguk is létrehozhatnak központi beszerző szervet, vagy maguk közül kijelölhetnek egy ilyet olyan beszerzések tekintetében, melyeknél nem kötelező kormány által kijelölt szerv igénybevétele. Így elképzelhető pl. hogy több kórház kijelöl egy kórházat, és a közös közbeszerzéseiket ez fogja intézi központi beszerző szervként.
A törvény lehetőséget teremt arra is, hogy az ajánlatkérő beszerzési igényét az Európai Unió más tagállamában működő központi beszerző szerv szolgáltatásainak igénybe vételével elégítse ki, illetve az Európai Unió más tagállamából származó ajánlatkérővel együtt hozzon létre központi beszerző szervet.

## Feladatai
A központi beszerző szerv legfontosabb feladata, hogy szerződések vagy keretmegállapodások megkötése útján kielégítse az ajánlatkérők áru- és szolgáltatás-igényét. Ehhez kapcsolódva az alábbi főbb tevékenységeket végzi:
- összesíti az ajánlatkérők beszerzési igényeit,
- az igények alapján megtervezi, előkészíti és lefolytatja a szükséges közbeszerzési eljárásokat,
- megköti a keretmegállapodásokat,
- karbantartja a kiemelt termékekre vonatkozó állami normatívákat (terméktulajdonságokat),
- az elektronikus közbeszerzés részeként működteti a központosított közbeszerzési portálját,
- figyelemmel kíséri a megrendelések teljesítését.

A központi beszerző másik, ritkább feladata a nagykereskedelmi tevékenység. Ennek során árukat vagy szolgáltatásokat szerez be abból a célból, hogy azokat az ajánlatkérők számára továbbértékesítse azokat.

## Kapcsolódó jog
- A közbeszerzésekről szóló 2015. évi CXLIII. törvény, 3. § 25-26. pont, 31-32. §. Wolters Kluwer, net.jogtar.hu. (Hozzáférés: 2019. április 10.)
- 168/2004. (V. 25.) Korm. rendelet a központosított közbeszerzési rendszerről, valamint a központi beszerző szervezet feladat- és hatásköréről. Wolters Kluwer, net.jogtar.hu. (Hozzáférés: 2019. április 10.)

## Kapcsolódó irodalom
- A közbeszerzésekről szóló 2015. évi CXLIII. törvény kommentárja. Budapest: Magyar Közlöny Lap- és Könyvkiadó Kft., 111. o. (2019). ISBN ISBN 978-615-5710-65-0